# Иверсен, Юлиус Готлиб
Юлий Богданович Иверсен (нем. Julius Gottlieb Iversen; 1823, Ревель — 1900) — исследователь русских медалей. Действительный статский советник

## Биография
Родился 5 (17) апреля 1823 года в Ревеле — сын Богдана Евстафьевича (Gottlieb Alexis) Иверсена (1784—1872), который содержал в городе частный мужской пансион; мать — Шарлотта Элеонора (урождённая Paradies; 1785—1853). В семье было девять детей. 
После окончания Ревельской гимназии, в 1842—1847 годах учился на историко-филологическом отделении философского факультета Дерптского университета, окончив его со званием действительного студента. Был гувернёром, до получения в 1851 году звания кандидата университета; в том же году был приглашён в Петербург, преподавателем древних языков в Англиканской и Реформатской церковных школах. С 1855 по 1880 год преподавал греческий и латинский языки в Петришуле.
Свободное от службы время посвящал изучению древних русских медалей и достиг такой известности в этой области, что в 1877 году был приглашён в Императорский Эрмитаж, где в 1879 году был назначен помощником хранителя мюнц-кабинета; с 1884 года —хранитель, с 1886 года — старший хранитель. Был избран в члены-корреспонденты Археологической комиссии. Принимал деятельное участие в Обществе любителей древней письменности. Был членом Императорского русского археологического общества, действительным членом Императорского Московского археологического общества, Одесского общества истории и древностей, Общества древней письменности, Нарвского, Курляндского и Дерптского нумизматических обществ, член Общества истории и древностей Прибалтийского края. Участвовал в V Археологическом съезде в Тифлисе (1881), VI Археологическом съезде в Одессе (1884), X Археологическом съезде в Риге (1896).
Был пожалован 28 марта 1882 года орденом Св. Владимира 4-й степени и определением Правительствующего сената в 1888 году вместе с сыном Алексеем получил потомственное дворянство; герб Юлия Иверсена был внесён в Часть 14 Общего гербовника дворянских родов Всероссийской империи. Также он был награждён орденами: Св. Станислава 2-й степени (1874), Св. Анны 3-й (1871) и 2-й степеней (1878), Св. Владимира 3-й степени (1895); в 1895 году ему был пожалован Знак отличия беспорочной службы за 40 лет с грамотой и командорский крест ордена Короны Италии.
С 5 апреля 1887 года — действительный статский советник.
Умер 13 (26) апреля 1900 года. В «Новом времени» от 16 апреля было напечатано объявление о его смерти: « Дети и сестра с глубокою скорбью извещают о кончине отца и брата <…> последовавшей 13 сего апреля в 9 час. веч. Вынос тела в Лютеранскую церковь св. Петра последует в субботу 15 апреля, в 8 ч. веч. из квартиры (Гороховая, 31), а богослужение и перевезение тела на Финляндский вокзал — в воскресенье 16 апреля, в 4 ч. пополудни…»; его тело было перевезено в Выборг, где он был похоронен на Сорвальском кладбище.

## Семья
Женился 24 октября 1861 года в Выборге на дочери Александра Петровича Теслефф Иоганне-Иде-Матильде (06.09.1837—23.02.1894). По данным справочника «Весь Петроград» в 1916 году детям Юлия Богдановича Иверсена (Юлиус Иверсен, Альма Иверсен и Матильда Юл. Теслев) принадлежал четырёхэтажный дом в Санкт-Петербурге в Спасской части по Гороховой улице (№ 31). Старшая дочь, Матильда (1862—1939), была замужем за Николаем Теслефф (1851—1909). Ранее этот дом принадлежал брату Юлия, Густаву Богдановичу, который умер в 1866 году и по завещанию оставил этот дом в пользу братьев и сестёр, с условием выплаты, 15 тысяч рублей его жене и 30 тысяч рублей её отцу. Юлий Богданович выкупил все доли наследников, включая долю племянника юриста Максимилиана Эдуардовича (1852—1910), который унаследовал её после смерти в 1872 году своего отца Эдмунда Богдановича.

## Комментарии
1. ↑  Густав Богданович (Gustav Anton) Иверсен (15.04.1816, Ревель — 04.01.1866, Санкт-Петербург) — действительный статский советник; выпускник Дерптского университета; доктор медицины. Женился в 1847 году на баронессе Герде Ивановне Жирар-де-Сукантон (Herda Dorothea Girard de Soucanton nee Baronin Girard; 12.11.1816, Ревель — 21.07.1895, Ревель). У них 20 августа 1849 года родился сын Раймунд (Raymund), который в том же году умер (11 декабря) и больше детей у них не было.